# AKB48の野望
『AKB48の野望』（エーケービーフォーティーエイトのやぼう）は、携帯電話およびパソコンの無料オンラインゲーム。
GREEが提供、コーエーテクモゲームスとコラボしたソーシャルゲームである。2013年7月からは、Yahoo!モバゲーより、PC版もリリースされた。プラットフォームは拡大され、2014年1月からはdゲーム、同年6月からはmy GAMECITYでも運営されている。
2016年9月8日より、チーム8のメンバーがキャストとなった新巫女が追加された（すでに追加されている坂口渚沙、山田菜々美、中野郁海は除く）。2018年3月26日サービス終了。
アイドルグループ・AKB48のメンバーが架空の世界“ラ・チャント”を舞台に、プレイヤーがさまざまな交流、そして戦いをくり広げる信長の野望シリーズに準拠したもの。

## 登場人物
本作は4つの属性があり、その属性は本作の勢力とは異なる。なお、《巫女名/愛称/二つ名/キャスト》の順で表記する。

### 獅子の鬣（ししのたてがみ）
武器を手に取り、肉弾戦を得意とする勢力。衣装は赤を基調としていて、リボンを身につけているキャラクターが多い。
トライ・レーヴェ/トライ/背徳騎士/梅田綾乃
獅子の鬣に属しながら黒歌の女神側に堕ちた騎士。
黒歌の女神による世界の破壊を願い、破壊こそが仕えるべき主と認じる狂信者。
行動力に満ちて有能なため、誰もその暗い欲望をとめられない。
同じく黒歌の女神を信じるキトロからは優しくされているようだ。
テラ・スクレーク/テラ/龍脈の門番/柏木由紀
大地と自然の力を操る気道師。ココ王の堕落に始まる自国内の乱れに嫌気がさし、自領を独立させた。
不気味な笑いと高圧的な話し方のため冷酷と思われがちだが、領主としての威厳を見せるためにわざと口調を変えているだけで、性格は真面目で優しい。
その内面を知っている領民たちからは慕われている。
アニマの野望の大きさに気づき、反目し、獅子の鬣から独立する。イル、アルとは旧知の仲。
カーミェンヌィ・ノイサフ/ミェン/天下無敵の格闘家/川本紗矢
人知を超えた力を持った格闘家。
「弱いくせに戦い続ける人々」に対して、その戦いの無意味さと本当の力とはなにかを教えるため、統一を目指している。
メイ・マオとナイフェの武術の師匠。
マテル・プリスクス・カーリゴ/マテル/復讐の道化師/片山陽加→大川莉央（2014年10月30日 - ）
かつて、サーカス団でピエロをしていた女性。ある事件がきっかけで、復讐に燃える鬼と化した。
戦乱の世にあって復讐を果たすため、「獅子の鬣」国家直属の傭兵団に所属していたが、類稀なる才能が開花して、今では一軍の長となっている。
世界制覇などには目もくれず、ただ復讐に情念を燃やす。
カルロ・ヴァンセール/カルロ/閃光カマイタチ/大西桃香
強い風の吹く山間の谷に故郷を持つ狩人。風を読むことに長けており、思い通りに風を操っているのではないかと噂されるほどである。
本人の性格も風のように気ままで、気分によって言うことがコロコロと変わる。
エトーレ・リヴァロイア/エトーレ/忠信の罪人/小田えりな
主に絶対的な忠誠を誓っていたが、ある事件でその主を手にかけた戦士。罪悪感と己の信念の間で揺れ動いている。
自分の行為が正しかったのか知るために、聖歌の力を手に入れようとする。一人称は「吾輩」。
シャノワ・ラフレハーニュ/シャノワ/気まぐれの半猫/木﨑ゆりあ
半分猫の血が入った少女。
猫のようなしなやかな身のこなしで人間にはない運動神経を持つ。
小さいころに半分猫という特殊さからいじめられ、自分のような思いをする人がいない平等な世界になってほしくて聖歌を集め始める。
クリュエが自分を見て笑うのが怖いらしい。
一人称は「私様」、口癖は「〜ニャ」。
アニマ・フリント・トーニア/アニマ/獅子の担い手/篠田麻里子→小嶋真子（2014年4月11日 - ）
2つの顔を持っている優秀な執政者。
形骸化はしているものの、「獅子の鬣」という国家自体が存続しているのは彼女の手腕によるところが大きい。
また闇の教団のリーダーでもあり、裏社会にも顔が利く。
テラの独立に対して、動向を探らせるためか、泳がせている。
シャン・オプティ/シャン/伝説の少女の友人/小林香菜→下尾みう（2016年9月8日-）
伝説の少女が王位に即いていた頃、その側近として仕えていた戦士。
第二次聖歌大戦の功績も高く、政治、軍事にかかわらず多方面で伝説の少女をサポートしていた。
真面目な人をからかうのが大好きなおちゃめな一面も持っており、部下からの人気も高い。
ニーク・エフロン/ニーク/千年王国の当主/内田眞由美→清水麻璃亜（2016年9月8日 - ）
長きに渡り中立を維持し続けてきたエフロン家の当主。
「民を守るためにのみ戦い、自ら攻撃することはない」という伝統を守ってきたが、世界が不安定になる中で危機感を覚え始め、ついに先手必勝と攻撃を開始した。
だがそれもすべては愛する民を守るため。防衛のための手段である。
ルーエ・アイセアウケ/ルーエ/近接戦闘の覇者/高橋朱里
剣や槍など、あらゆる近接武器を使いこなすスペシャリスト。冷静でクール。
他の部隊からはみ出した荒くれ者たちで構成された軍団を率いている。カリスマ性が高く、これまで他人の言うことを聞かなかった部下たちも彼女を慕っている。
ココ・グラナティス/ココ/自己埋没の王/田名部生来
学問を究め王となった錬金術師。
かつては配下や民に慕われていた有能な王だったが、長い治世を経て国政に飽き、錬金術研究に没頭。配下の暴走や対立を止められなくなり、国は分裂してしまう。
研究に専念するためアニマに実権を渡そうとするが、これに反対したテラとも決別してしまう。
もはや国に未練はないが研究施設がなくなると困るため戦っている。
ヒュー・オウフィル/ヒュー/臆病剣士/谷川聖
非常に臆病で怖がりな剣士。些細な風の音にも飛び上がる。
しかし、実は剣の腕は国一番で、いざという時には何にも恐れず驚異的な集中力で敵を一刀両断する。
平時の臆病さと、いざという時の強さの落差に魅了される者も多いが、反面臆病さを面白がりわざと脅かす者も後を絶たず、人間不信気味である。
アシュに可愛がられていて、脅かしてくる者を叱ってくれるため、彼女に感謝している。
シャンに憧れているが、反面、彼女もまた自分を脅かしてくるため苦手に感じている。
ミン・ツァル・エインエユ/ミン/乗り越えし真王/仁藤萌乃→朝長美桜（2014年10月30日 - ）
かつて巫女の力を暴走させ、国を一つ滅ぼしてしまった女性。
自らが引き起こしてしまった事件を悔いて、故郷で人助けをして静かに暮らしていたが、乱世の予感に再び立ち上がる決意をした。
力を完全に制御できるようになっており、その能力も非常に高い。
ターナ・オレジャス/ターナ/生粋の女傑/鈴木紫帆里→中野郁海（2016年9月8日 - ）
大陸創世神話に語られる巨人族の末裔。背丈は普通の人と変わらないが、驚異的な筋力と耐久力を持つ。
強い者と戦い己を鍛えることに喜びを感じており、日々戦い続けている。面倒見のいい姉御肌でもあるため、自然と集まってきた多くの弟子に慕われている。
ツァイ・クン・スタリチェオ/ツァイ/自由な旅人/秋元才加→西野未姫（2014年4月11日 - ）
1人で世界を旅していた旅人。
飲みたいときに飲み、食べたいときに食べ……常に自分がそのときしたいと思ったことをしている。
大戦にも無関心であったが、黒歌の女神の気配を感じ、世界そのものの崩壊を予見。「旅する世界がなくなるのはまずい」と私兵を集め乱世に飛び込む。過去に狼に襲われていたシェリを助けたことがあり、彼女からは憧れられている。
チャオ・ハク・リソベリル/チャオ/燃える血潮/松原夏海→野澤玲奈（2014年4月11日 - ）
世界連合の再建を目指す熱血漢。
しかし若い血が騒ぐのか、そのやり方は「武力統一による再建」となっており、ともすれば目的と手段が入れ替わりがちである。
手法はともかく平和な時代を象徴する世界連合を旗印としているため、支持者は多い。
リィ・ホア・ジェード/リィ/奇跡の軍師/岩田華怜→早坂つむぎ（2016年9月8日 - ）
第二次聖歌大戦で多くの勲功を上げた伝説の軍師。
言ったことが真実になるほどの絶対的な天運の持ち主で「明日霧が出たら奇襲ね」というと霧が出てしまう。
ただし本人はその天運に気づいておらず、勘が鋭いだけだと思っている。
後進を育成していたが、周囲に頼まれ参戦する。
ルチル・ロイド/ルチル/純粋剣士/森川彩香→馬嘉伶
剣の腕だけで一国の主にのし上がった実力者。
過去に魔導剣士ロートと戦ったことがあり、結果は引き分け。その実力を認めつつも、魔導の力を受け入れることができず、敵視している。
一騎討ちでは負けたことがないという逸話を持つ。
アメシス・エンクラサト/アメシス/病と闘う巫女/宮崎美穂
病に侵されながらも次の時代を作るため立ち上がった巫女。頻繁に咳き込むが症状はこれだけで、また夜になると体調は比較的よくなる。
かつての主であるココとは良好な仲だが、国の内乱に巻き込まれる形で独立勢力となった。いつか伝説の少女のようになりたいと願っている。
エルダ・クルペスカ/エルダ/剣を握れぬ剣士/舞木香純
腕利きの剣士だったが、夜襲で負った傷のせいで剣を握れなくなってしまった。
それからはルーエのもとで鍛錬を積み、主に足技を使った攻撃により敵を倒すようになった。自分に傷を負わせた者を憎み、復讐のために探している。
一人称は「拙者」。
アン・ナプル・ナクチーナ/アン/目覚めし姦雄/中塚智実→髙島祐利奈（2014年4月11日 - ）→谷口もか（2016年9月8日 - ）
覇道を歩む合理主義者。逆らうものは女子供であろうが容赦はしない。
己の野心と欲望のためだけに戦ってはいるが、指揮官・執政者として驚異的な才能を持っているため、配下や一部の民衆からの信頼は厚く、大きな支持を得ている。
エクスピア・フィー/エクスピア/幽玄の贖罪/土保瑞希→山田菜々美
ラ・チャントに女神が降臨した時の振動で生まれた精霊。
世界を漂い運命の行く末を見守るだけの存在だったが、優秀な精霊使いに召喚され、自我を持つに至った。
現在はその精霊使いのもとを離れ、公平な世界にするために戦っている。
静かな笑顔で皮肉を口にする。一人称は「我」。
テラに対して「辛い役を背負わせてしまった」と、罪悪感と恩が入り混じったような感情を抱いている。
ルーク・バッサン/ルーク/放浪のガーディアン/横島亜衿
身分の高い人物の身辺警護をつかさどる武門の末っ子。自分が守るべき主を求めての武者修行の旅に出た。
ウィルと出会い、彼女が自分の守るべき主ではないかと思っている。
好奇心旺盛で、知らないことは誰彼かまわず聞く質問魔。
バッサン家は初めて主に会うと悲しくもないのに涙が出るという。しかしウィルに出会った時はその前から泣いていたため、主である確証がまだない。
またそれ以来ウィルから怖がられるようになってしまったのを不満に感じている。
一人称は「僕」。
ニコラ・テヴォラ/ニコラ/猛禽の使い手/横道侑里
鳥と共に生きる一族の末裔。鳥と心を通わせることができ、様々な鳥を操る。
人間よりも鳥といることが好きで、人間に対する警戒心が強い。
シャノワのことは、半分猫であるが故に少し怖い。木の精霊であるエラのそばは心地が良い。一人称は「俺」。
ルディ・ローウトフ/ルディ/勇者の幼馴染/横山由依
天真爛漫な少女。大領主の娘で花よ蝶よと大事に育てられたが、巫女の力を持っていたため兄に変わり家を継ぐこととなった。
歌うことが好きで、家の使命である領地の拡大よりも聖歌収集の目的で戦っている。
ルゥとは幼馴染で、自らが領主となると同じくして彼女が第三次聖歌大戦前に勇者として修行の旅に出るのを見送った。
新シーズン『聖樹の輝き』では、統一を果たしたアニマから統治の座を譲られ、ラ・チャントには束の間の平穏が訪れる。
アシュレー・ファン・ラダン/アシュ/目覚めし守護者/横山結衣
元処刑人の一族。心優しく、気弱で一族の仕事を嫌っており、ある出来事をきっかけに出奔した。
その後は自らが平和の守護者となれるように善行のみを行おうと心がける。戦争や処刑といった血生臭いものを世の中からなくすために活動している。
ヒューのことを可愛がっている。

### 真理の徒（しんりのともがら）
魔法を駆使して戦う勢力。衣装は紫色を基調としている。
ノーヴィ・リズ・メナカイト/ノーヴィ/癒しの天使/板野友美→相笠萌（2014年4月11日 - ）
治癒の魔法を得意とする魔法使い。
「真理の徒」の街で救護団を組織し、戦争で負傷した人々に敵味方関係なく処置を施していた。
彼女に命を救われた人間は多く、彼らは「彼女こそ真の正義」と思い、その統治を望む。
彼女もまたその期待を受けて、平和を取り戻すため聖歌を集めることを決意した。
ミュス・テアメリウム/ミュス/気合の人魚/阿部マリア
元は人魚の国のお姫様だったが、華やかな世界に憧れ、魔法の薬で人間になった。
しかしリースの妄想で仇として追い回されたあげく、ティリスに意味もわからず「正義の一撃」をくらわされ、人間不信に。
聖歌の力で世の中を自分好みに変えるべく戦っている。
クララ・ディルーチェ/クララ/狂光の魔女/阿部芽唯
もともとは光を操る魔女だったが、光の美しさ・絶対的な強さに見入られ、狂信的に光を信じる魔女となった。
闇を嫌うが、反面、闇がなければ光を感じられない矛盾に苦しんでいる。
ティリスの扱う氷の魔法は光を美しく反射するため好んでおり、彼女と親しい仲となる。
サルヴァ・メ・イラシオン/サルヴァ/滅びの天使/市川愛美
巫女になる前、負傷しノーヴィが率いる救護団にて一命をとりとめた。
癒しの力に憧れながらも、絶大な滅びの魔力を持つ。
その力を黒歌の女神の信奉者たちに利用されそうになり、他人を利用しようとする者たちと戦う決意をした。
アイ・タオフ・フォン/アイ/孤高の貴婦人/入山杏奈
「真理の徒」の名門貴族。
幼少時は世間知らずなお嬢様だったが、巫女の力の強さに魅入られ、次第に人を圧倒するリーダー的な存在へと変わっていった。
歌が好きで、表向きは「奏楽の響」の有名楽団のスポンサーとして活動しているが、裏では財力と楽団の人気を使って聖歌の制覇をもくろんでいる。
裏社会で暗躍するキトロを警戒している。
ロート・ウィルゴー/ロート/魔導剣士/小谷里歩→太田奈緒（2016年9月8日 - ）
大陸で唯一の魔導剣の使い手。
魔法の力と剣技を融合させることで絶大な破壊力を生み出す。その力を若者たちに伝えるため多くの弟子をとっているが、使いこなせる者はいまだ現れていない。過去に剣士ルチルと戦ったことがあるが、結果は引き分けに終わっている。
イーニュ・ベリナーン/イーニュ/渇求の美声/大和田南那
「奏楽の響」と「真理の徒」の間に生まれた双子の妹。
リヴィエールの策略によって引き離された双子の姉・ジェームを取り戻すため戦いに参加。
歌に魔力が宿っており、歌うと味方軍の攻撃力が上がる。
フィーリ・ソレイユ/フィーリ/英雄に憧れた才気/岡田彩花
イルの英雄譚のファンであり、自身もいつか伝説に語り継がれるような英雄になりたいと願っている。
性格は元気で短気。ガーネットとは幼馴染。
2014年4月から登場した新巫女のうち、同名を引き継ぎながら設定が異なる唯一の巫女である。
ティリス・タク・アストレア/ティリス/絶対正義/加藤玲奈
自らを「正義」と称する氷の魔導師。
彼女の「正義」はあくまで自身の基準であり、周囲からはただの厄介者と思われることも。いわく「悪いやつが悪で、それを倒すのが正義でありジャスティスなのです!」とのこと。
魔導以外にも、隠された力を秘めているらしい。世界制覇こそが「ジャスティス」。
ミュスに「正義の一撃」をくらわせたことがあり、彼女に恨まれている。更には自信の氷魔法でラヴィの大切な本を封印したこともあり、彼女にも恨まれている。
自らを「真理の聖獣から生まれた」と信じて疑わない。
第二次聖歌大戦前までは、トゥールとは正義を語り合い度々模擬戦を行うなど、強い絆で結ばれた友人だったが、彼女が戦いの最中に様子がおかしくなったのを目の当たりにし、心を痛めている。
再会したトゥールを追うように姿を消した。
サクヤ・スリジエ/サクヤ/亡国の麗姫/佐々木優佳里
亡国の姫で、現在は「真理の徒」の地方領主。過去に失われたとされる魔術の使い手で「シキガミ」と呼ばれるしもべを呼び出せる。
一人で一軍団を相手取れるほどの数を使役したこともあるらしいが真偽は不明。口癖は「あらあら」。
ウィル・ゴ・アスタティ/ウィル/努力が友達/高城亜樹→佐藤栞（2016年9月8日 - ）
悪魔を召喚する能力を持つ魔導師。努力の末に魔法を極めた「努力の天才」。
自らが召喚した悪魔で友人だったクティに裏切られて以来、他者を心から信じることが無くなった。
自分の努力した結果を追い続けた先に聖歌収集という目的に出会った。なにかを取り戻したいという心が彼女を戦わせているのかもしれない。
レス・カルキノス/レス/禁術の魔導師/小森美果→篠崎彩奈（2014年4月11日 - ）
禁断の古代魔法を研究している魔導師。
遥かな昔に失われた魔法を使いこなし、第二次聖歌大戦では多くの戦果をあげた。
世界連合の設立以降は姿を隠し、何かの研究に没頭していたが、世界の動乱をきっかけに再び軍を率いて現れた。
ガーネットのことを何か知っているらしい。
ライザ・フレダージョ/ライザ/幻惑の吸血鬼/下青木香鈴
人と目を合わせることで幻惑の世界にいざない、その隙に血を吸う吸血鬼。いつも笑顔で人懐っこい。
サラに追われていることは面白く思っており、時々彼女の前に姿を現しては逃げて遊んでいる。
吸血は相手を殺すものではなく、曰く「少し血をもらうだけ」。
パトリア・ラーボ/リア/暗黒のお調子者/野中美郷→下口ひなな（2014年10月30日 - ）
霊魂に特化した研究を行っている魔導王。関西弁のような口調を使う。
長く禁術とされてきた死者を操る術を改良し、死後に親族へ遺言を伝える術やさまよえる悪霊を鎮める術など、人々の役に立つ魔術を生み出した。
しかしその実態を知らずに苦情を申し入れる周囲の勢力に嫌気がさし、業を煮やして懲罰のための侵攻を開始した。
メーピス・シュピラーレ/メーピス/オンリー大魔法/小林茉里奈→白間美瑠
素質あふれる魔法使い。
詠唱や儀式に時間のかかる大魔法ばかりを練習、研究しており、基礎が苦手。ドジな面があり、稀に魔法を失敗するため周囲の人間はいつもハラハラしている。
「助けざるを得ないですね」とは側近の談。
魔獣に襲われかけたところをアルティに助けられたことがあり、その才能に憧れを抱いて弟子入りを懇願する。
以来彼女を「アルティ姉様」と呼んですっかりなついており、妹のような存在として可愛がられている。口癖は「〜でし」。
クティシー・グァルバ・アスタティ/クティ/永住の召喚悪魔/鈴木まりや
ウィルに召喚された上級悪魔。ラ・チャントでの生活が気に入り、世界に散っていた魔族やその血統者を集めて領地を持った。
伝説の少女が去った際、自身に巫女の力が宿ったことに気づき、面白半分で聖歌の収集、世界制覇をもくろんでる。
何らかの形でウィルを裏切り、彼女を人間不信に陥らせた張本人。
ガーネット・エラキス・ツイッギー/ガーネット/気弱な魔導師/竹内美宥
自分に自信の持てない魔法使い。
実際にはかなりの力を持っているのだが、心が弱いのでその真価を発揮できていない。夢に見る自分ではない自分が妙にリアルで、そのことに違和感を持っている。
自信をつけるため、自分の存在価値を探すため、聖歌を集めることを決心した。口癖は「全然ダメダメです」。
マノン・リントブロン/マノン/紫毒の美貌/寺田美咲
美しき魔女。しかし、その美しさに囚われた者は「毒に堕ちて」不幸になる。
そんな自分の身の上を嫌悪しており、自分を好きになっても不幸にならない人間を探している。
アダーラのぶれない自信と強さに憧れている。一人称は「わたくし」。
レーヴェ・フォルツシェル/レーヴェ/心眼の使い手/永野芹佳
強い力を持つ占星術師。占いの結果はほぼ百発百中であるが、自分が関わる未来だけは、靄がかかってよくわからない。
様々な運命を占うが、その運命を止められない自分を不甲斐なく思っている。どうにかしてラ・チャントの運命を皆が幸せになれるものに変えたいと考えている。
占いの力は生まれ持ったもので、過去にはこの力に「溺れた」こともあるという。
レーヌ・テアメリウム/レーヌ/享楽の人魚/前田美月→濵咲友菜（2016年9月8日 - ）
ミュスの一族の一人。
魔法の薬で人間界にやってきたご先祖様（正確には祖母）・ミュスを連れ帰るように指示を受けて派遣されてきた。
しかし当の本人にはそんな気持ちはさらさらなく、ただ人間界で遊びたいだけ。
すでにミュスを見つけてはいるものの、聖歌を手に入れれば人魚の国に戻らなくていいと気づき、参戦する。
ジーノ・ソリティプラン/ジーノ/独学の魔女/左伴彩佳
もともとは魔力を持たない獅子の鬣出身だったが、魔力への強い憧れを持ち、独学で魔力を学び、その後レスの力を借りて魔力を得た。
独学で魔力を得たことで自分は他の魔女とは違い、気高い存在と信じているため、魔女であることに胡坐をかいている巫女を極端に嫌っている。
獅子の鬣の出身であることを生かし、武術と魔法を融合して戦う。
努力を信条としているウィルに共感している。
アダーラ・ダラバクネ/アダーラ/毒の言霊/岩佐美咲→人見古都音（2016年9月8日 - ）
強大な魔力の持ち主で、自分の才能に絶対の自信を持っている。
他人に対して容赦のない罵詈雑言を浴びせるが、能力の高すぎる彼女にとっては、ただ事実を述べているにすぎない。
戦乱の世をまとめあげるにふさわしい人物は、当然自分をおいて他にないと考え、世界制覇を目指す。
トゥール・クロフィーア/トゥール/驚異の炎/梅田彩佳→樋渡結依（2016年9月8日 - ）
炎を操る魔術師。彼女の魔法兵団の前には敵も味方もない。制御不可能な炎がすべてを焼き尽くす。
過去の大戦では平和のために戦った英雄で、その圧倒的な魔力の前に敵はないといわれるほどである。本音では自分を止めてくれる巫女を探しているらしい。
戦う理由は、強いて言えば「世界にむかついたから」。
第二次聖歌大戦前までは至って聡明な人格者だった。
特にティリスとは度々模擬戦を行うなど強い絆で結ばれていた友人で、厄介に思われがちな彼女の「ジャスティス」を呆れながらも受け入れている数少ない存在。
世界連合からやってきたイルを快く思っていなかったようだ。
黒歌の女神の手先との戦いの最中に劣勢となるが、「声を聴いた」後に敵を炎で一蹴。
だが彼女が狂気の人となったのはその時からで、誰彼構わず炎で攻撃するようになり、ティリス曰く「トゥールの正義が変わってしまった」。
その後は長らく行方が分からなくなっていたが、再会したティリスに「あなたの聖歌は黒く染まらないで」と言い残し、再び姿を消してしまっていた。
スー・シュラシア/スー/眠りの睡蓮/福地礼奈
いつも眠そうにしている魔女。しかしその力は強い。夢で未来を見ているらしいが、起きたときには覚えていない。
寝言からその様子がわかるため、部下は寝ている彼女のそばで寝言を書き起こしている。添い寝した場合には、その相手の未来も見ているらしい。
アム・カルムーシュ/アム/玄奥なる沈黙/宮里莉羅
強い言霊を持つため無口な魔女。その昔、不用意に発した言葉が本当のこととなってしまったことを悔い、あまり言葉を発さなくなった。
話すことが必要な場合には筆談、もしくは魔力を使って直接心に話しかける。リズとは懇意の仲。
言霊がどう発動するのかは彼女自身もよくわかっていない。
フォリー・プロフォン/フォリー/深遠なる狂気/宮脇咲良
イルの養女で伝説の少女の侍女だったが、黒歌の女神関連の事件に巻き込まれ、心がねじれてしまった。
現在はイルのことも伝説の少女のことも覚えていない。
黒歌の女神の狂気を無邪気に体現。すべてをねじ伏せ、ひれ伏させ、滅ぼそうとする。
パリンド・ローム・メティオ/パリンド/英雄見参/武藤十夢
片田舎に住んでいた少女。
故郷の神殿に納められていた聖歌の一節を歌うことができたため、田舎の期待を一身に背負い、群雄割拠の戦乱へ飛び出した。
正義感の強い性格で「弱きを助け、強きを挫く」をモットーとしている。過去にヴァンの生まれ故郷を破壊したことがあるらしく、彼女からは恨まれている。
リナーシ・タメ・テーオラ/リナ/泣きの魔導王/菊地あやか→湯本亜美（2014年10月30日 - ）
史上最大級のかまってちゃん。魔導学校の跡取り娘。
泣くと潜在的な魔力が暴走して周囲に甚大な被害をおよぼすため、甘やかされて育った。
自分の力をよくわかっており、最近では「泣くぞ」と脅しをかけてわがままを押し通すことが常套手段となっているため、付き人たちはうんざりしている。
ルチア・ヴォーテルマ/ルチア/銀狼を従えし魔女/吉野未優
白銀の狼を従える魔女。狼の爪は鋭く、駆ける足は風のようである。
その実、狼はルチアが、自分があまり力を使わずとも戦えるように作った使い魔である。面倒くさがりでものぐさなため、なんでもこの銀狼で解決しようとする。

### 技巧の動輪（ぎこうのどうりん）
機械を使って侵攻を繰り返す、本作の一大勢力。衣装は茶色を基調としていて、歯車の飾りや模様を身に着けたキャラクターが多い。
キュイス・ジニエ/キュイス/絶対味覚/岩立沙穂
家庭料理からフルコースまでなんでも作れる最高級の料理人。しかしどんなに絶賛されても自分自身は納得したことがない。
自分の料理に足りないのは「絶対の食材」だと信じて探し続けている。
大戦に興味はないが、聖歌を集めて歌えば最高の食材が手に入ると考えるようになる。
ヴェリュヌをかわいがっている。
オルロ・クレージュ/オルロ/時計塔の封印/内山奈月→高岡薫（2016年9月8日 - ）
生まれた時からずっと夢に見続けた幻の時計塔を探し当てた少女。
そこに封印されていたのは「運命」。
解き放たれた「運命」を探さねばという責任感と、夢を叶えた虚無感とで揺れる。が、基本的にヤル気はない。
リル・シマニェード/リル/専守防衛の発明家/大島涼花
発明家であり、クロネの弟子。関西弁のような口調を使う。
人格者である師を尊敬していたが、その野心に気付き傍を離れた。平和を望んでおり、戦地でも防衛に特化した発明品を作り出している。
チェイア・ソフォー/チェイア/微笑みの刺客/大家志津香
記憶をなくした女性。カサロに助けられ、「技巧の動輪」の一員となった。
自分が何者かを忘れているが、機械に関する膨大な知識を持っている。
旅先での偶然の出会いから機工武装兵団を率いることとなったが、温和な性格からかうまく戦うことができない。
時折見せる悲しそうな表情には、どのような過去が秘められているのだろうか。
ファウスト・モトル・ミッテ/ファウスト/乱世の魔王/島崎遥香
「技巧の動輪」の当主であり、世界制覇に最も近い権力者。
自身の支配を磐石のものとすべく、その証として女神の座を求めて各地に武力侵攻を開始した、まさに戦乱の火種。
「技巧の動輪」が持つ機械技術を応用した軍事力はたちまち世界を席巻、第三次聖歌大戦が始まった。その実力は魔王に比せられる。
前当主のプエルラに罪悪感を持っている。
時折「自らのやり方は間違っているのか?」と自問することも。
実はシィとは生き別れた姉妹で、「姉さん」「ファウ」と呼び合う仲のよい姉妹であった。
権力争いを繰り広げる「獅子の鬣」と「真理の徒」を理解できず、「何があっても姉さんは私が守る」と言い切る正義感の持ち主だったが、第二次聖歌大戦中にシィと生き別れ、権力者へと変貌してしまう。
グウィネス・ハルマール/ネス/過去を背負う戦士/島田晴香
第二次聖歌大戦で数々の功績を上げた英雄。
多くの犠牲を出したことで自分を責めており英雄と呼ばれるのを嫌っている。罪滅ぼしの感情からか、たまたま知り合った戦災孤児を育てていた。
再び起こった戦乱を嘆いていたが、今度は自分で平和な時代を作ろうと考え戦いに身を投じる。
ラヴィ・イプローレン/ラヴィ/書斎の住人/田北香世子
かなりの本の虫で世界中のありとあらゆる書籍を読みあさっている文学者。
伝説の少女が統治した時代にできた国立図書館の司書であり、図書館にひきこもって本ばかり読んでいる。
ティリスに氷魔法で大切な本を封印されたことをうらんでいる。
シュティ・スースラート/シュティ/怪盗義賊/佐藤亜美菜→西山怜那（2014年10月30日 - ）→服部有菜（2016年9月8日 - ）
大富豪の令嬢。
幼い頃に両親を亡くした影響か、第二次聖歌大戦で生まれた孤児たちを受け入れるための施設を作り、運営している。
戦乱を金儲けの道具にしている連中を許すことができず、顔を隠し義賊隊を率いている。
聖歌を集め、孤児院のいらない世界を作りたいと願っている。過去にミロを助け戦い方を教えたことがあり、彼女からは慕われている。
シャッセ・トップロード/シャッセ/戦車乗り魂/藤田奈那
古代兵器「大戦車」を家宝に持つ「技巧の動輪」の名家の当主。
「家宝だろうが、道具は使わなければもったいない」という理念のもと、家宝を使って戦闘を繰り返している。
先祖代々、世界制覇の野望を抱いている。
シィ・ファウスト姉妹とは旧知の仲。
ティナン・ガネフ/ティナン/冷酷非道の女王/峯岸みなみ
冷酷無比な領主。
第二次聖歌大戦では暴虐の限りを尽くして、人々を恐怖のどん底に陥れた。しかし、その一方では革新的な軍政を行い、統治者としての才覚を見せつけている。
「戦争をなくすため、すべての敵を滅するべし」という信条を自軍に徹底させている。
同じ統治者としてファウストの考え方に同調しているが、当の本人からは信用されていない。
2014年4月11日より、新シーズンに伴い巫女として復帰。
ヴェリュヌ・シジエム/ヴェリュヌ/六番目の新月/村山彩希
魂をこめられた人形。
ただし、その実験は成功しなかったようで、魂を注入されたあとも目覚めなかった。
聖樹の声によって初めて目覚めた時、そこは廃墟となった研究所で、自分が何者で、誰の手によって作られたのかはわからない。
自らが「6番目」であることはわかっているが、それ以外の自分の製作についての謎を解くために聖歌を求めている。
人形に魂が宿るのはかなり特殊なことらしく、死神のアイリスをもってしても「不思議な輩だ」と思わせている。
ヴァンジャンティ・テイユ/ヴァン/封魔士/茂木忍
自分の故郷を破壊した「英雄気取りの狂った魔女」を探している。
「魔女」を封じるための小瓶を自作し、肌身離さず持ち歩く。
やや自己陶酔の傾向があり、必要以上に過剰な言い回しをしたり、無駄に格好いい技名などをつけたがる。
どうやら「魔女」はパリンドのことらしい。
ナイフェ・フライス/ナイフェ/ちょっとだけ閃き/倉持明日香→矢吹奈子
ほんの少し先の未来を感じ取れる力を持った巫女。
元々は「技巧の動輪」の辺境を自治していたが、戦乱を機に世界制覇の野望を抱いた。
彼女の部隊は、未来視を瞬間的に伝達する技術を有しており、待ち伏せや不意打ちを看破することができるという。 過去にメイ・マオと共にミェンから武術を習ったことがある。
アネルに何かを狙われ、しつこく追われたことがあるらしい。
口癖は「〜なのだ」。
シーホク・ラッテ・ミッテ/シィ/涙目の不死鳥/渡辺麻友
指揮能力が低い頑張り屋。
前線に立っていつも涙目で戦っている。過去に戦闘で瀕死の重症を負った際、巫女の力に目覚めて蘇生し不死身の身体となる。
足手まといの烙印を押されてしまい軍に戻れなかったため、現在は義勇軍を率いて戦っている。
なぜ不死身となったかは、彼女自身もあまりわかっていない。
ファウストは生き別れた妹にあたり、「ファウ」「姉さん」と呼び合う仲のよい姉妹だったが、第二次聖歌大戦の最中にファウストのことも含めて記憶を失ってしまったようだ。

### 奏楽の響（そうがくのひびき）
戦いより興楽を楽しむ集団。そのため、他の勢力と対立してない。また、人間の姿をした「人間でない者」も多く存在する。衣装は水色を基調としている。
ニーナ・ポテスバーレ/ニーナ/幻術の絵師/飯野雅
描いた絵が少しの間だけ本物になる能力を持つ絵師。
リースのもとで一時期舞台装飾の監督をしており、舞台装置に描いたものが本物に変わるため、臨場感が出て人気を博した。
何故か「もう二度と人物は描かない」と決意している。
ラヴィ、クレアとは知り合い。
リヴィエール・プリュイ・アンファ/リヴィエール/魔曲の担い手/伊豆田莉奈
作曲家を仮の姿とする魔族。音楽を奏でることで人を操ることができる。
世界の滅亡をもくろんでいたが、女神が堕落した際に聖歌の一説が歌えるようになったため、巫女として世界を支配してやるのも面白いと考えるようになった。
メルン・トリス＝ゾン/メルン/蒼穹の哀音/大森美優
明るい性格の地方領主。笛を吹くのが得意で、領民の前で演奏会を開くのが恒例行事となっている。
魔法の笛を所持しており、その音色は悪天候を晴天に変えるなどの様々な力を秘めている。また、戦闘の際には敵軍を粉砕することもできる。
一人称は「ボク」。
シェリ・エイム/シェリ/風に揺れる清花/岡田奈々
ヴァイオリンをこよなく愛する深窓の令嬢。
領地の森で従者とはぐれ、狼に襲われたところをツァイに助けられ、その生き様と自由に憧れる。
戦火が領地に迫ってきた時、周囲には疎開を進められるが、「あの人なら自分の心に従いなさいと言うはず」と信じ、疎開を拒んで運命に立ち向かうことを決意する。
リナとは旧知の仲のようで、いわく「とても可愛いが、わがままなところが玉に瑕」。
テネレ・ヴォス・カーリゴ/テネレ/脳天気の投石/仲谷明香→橋本耀（2014年4月11日 - ）→北川綾巴
戦乱を機に独立を果たした地方領主を父に持つ、底抜けに明るい少女。
父の死をきっかけとして巫女の力に目覚めた。あらゆる攻撃が敵の急所を突く特異な能力の持ち主であ
り、投石のみで敵軍を敗走させたこともある。
父の悲願だった世界制覇の夢を継いでいる。
リース・マルクパージュ/リース/血染めの夢想家/仲俣汐里→北澤早紀（2014年4月11日 - ）
劇作家。
恋愛ものの作家として数々のヒット作を世に出してきたが、作品にのめり込むあまり、自作「ラメオとジェリエッタ」のジェリエッタ役になりきってしまい、消えたラメオ様を探している。
妄想に妄想を重ね、「女神になればラメオ様を返してもらえる」と信じ、劇団を指揮して聖歌集めに参戦する。その自身の妄想でミュスを仇として追いかけ回したことがあり、ティリス同様、彼女に恨まれている。
イリア・クライン/イリア/龍族の末裔/小嶋菜月
ラ・チャント大陸の創世記にいずこからか移り住んできた龍の一族の末裔であり、現当主。
大陸の外れで独自の文化圏を築いていたが、第一次聖歌大戦時に「奏楽の響」の人々と意気投合し、交流が盛んになった。口から火を吐ける以外には人間と変わらない。
オスカル・クロード・ファストルム/オスカル/暴走する芸術/小嶋陽菜
天才指揮官であり画家でもある女性。
同じ芸術家としてはリースの師にあたる。「聖歌を完成させて描く」という人知を超えた目的を持っており、世界の覇権自体には興味がない。
聖歌集めを通じて「自分の限界を知りたい」と思っている。
ヴィテス・コンバ・ニアーク/ヴィテス/音速の奏者/兒玉遥
本職はピアニストだが、体力作りにはまって以降バトルマニアに。
ピアノ演奏で築いた人脈をたどっている内に、いつの間にか軍を率いる立場になっていた。
誰よりも速く戦場を駆ける姿から「音速」の二つ名を得るようになった。
クレア・ブロー/クレア/布の魔術師/後藤萌咲
大人気のファッションデザイナー。有機物・無機物に関わらず、何でも裁ち切れるはさみと何でも縫いとめられる針を持つ。
オーダーメイドしか受け付けなく、気に入った人の服しか作らない。
一時期はリースの劇中衣装の専属デザイナーだった。
リースがおかしくなってしまったのは自分のせい、と自責の念に囚われている。
口癖は「〜でしゅ」。
リリー・ソンリバーグ/リリー/花を愛する人/渋谷凪咲
花をこよなく愛し、植物の声を聞くことができる生物学者。
自分だけの花を見つけたいと渇望しており、研究していくうちに、そのためには聖歌を揃える必要があると考え始める。
戦争中に自分の庭を燃やされたことで、自分勝手に戦争をする巫女たちに疑問を抱くようになる。
エイルは薬学の師匠で、アルとは友人関係である。
アリア・アシュット/アリア/天才軍略家/田野優花
「その知謀はこの世のすべてを見通す」と噂される天才軍略家。
天候、気候から超常現象さえもその軍略に組み入れることができるという。自分の才能と知謀に対して、絶対の自信を持つ。
特技は琴の演奏で、兵士の士気を上げるため出陣前に一曲披露することが通例となっている。
ルソ・フラエスフォ/ルゥ/勇者オブ勇者/中田ちさと
伝説の少女に育てられた勇者。プエルラの協力者で、ルディとは幼馴染。
出自は不明で幼い頃に拾われたことだけがわかっている。伝説の少女が姿を消した際に心に声が届き、黒歌の女神を打倒する使命を帯びた。
義母（はは）を探すため、黒歌の女神を倒すため、少女は戦いへとおもむく。
実は彼女が想い続けている義母こそが「伝説の少女」。
第二次聖歌大戦時の孤児だったルゥを拾い、実の娘や妹のように育ててくれたが、ルゥが7歳の時に目の前で姿を消してしまった。
勇者の修行の旅先で助けたクラロに懇願され弟子に迎えたが、黒歌の女神を倒す使命に対しクラロの「お腹を空かせない世界を創る」という願いは合致せず、やがては離れ離れになってしまう。
一人称は「ボク」。
プロージィ・エクス/プロージィ/足枷の舞姫/中西智代梨
絶世の舞姫。領主・ニークに対するレジスタンス活動で投獄されたが脱獄した。
永きに渡る統治に疲弊するニークの気持ちを慮りながらも、中立体制が領民たちにとって幸せだったことを知ってほしいと思っている。
リースの演劇が好きで、いつか出演したいという憧れを持っている。
リルは防御の師匠であり、曰く「繊細で思慮深い人」。
花魁のありんす言葉のような口調を使う。
セレーノ・マーテル/セレーノ/異端の光/中村麻里子
巫女を支える家系に生まれた「光の子」。
かつて仕えていた巫女からその力を引き継いだが、その行為は一族としては禁忌であったために家を追放される。
貧しい人たちを助けるため活動していたが、戦乱が深まるにつれ戦いの無意味さを説くだけでは平和は訪れないことを悟り、義勇軍を組織した。
アネル・コス・カーリゴ/アネル/狡猾なコウモリ/永尾まりや→濵松里緒菜（2016年9月8日 - ）
世界に名を馳せる大怪盗。
金持ちしか狙わないことと派手な手口で、ファンがいるほど有名。過去に一度だけ盗みに失敗したことがあり、その相手を見返すため乱世に飛び込む(その相手がナイフェかどうかは不明)。
ギャンブルが大好きで、すぐに盗んだ品々を賭けるがとてつもなく弱く、それらが質屋に並ぶこともしばしば。
聖歌集めについても、あくまで「世界を賭けた大博打」と、ギャンブルとして楽しんでいる節がある。
ティラ・エコン・アストゥラピ/ティラ/戦場のマエストロ/名取稚菜→近藤萌恵里（2016年9月8日 - ）
稀代の天才マエストロ（指揮者）として名高い。
アイの支援をうけて楽団を率いていたが、楽団の人気を彼女の野望に利用されていることに気付き、「奏楽の響」領内にある自治領に楽団を移した。
戦乱のさなか、自治領を完全に独立させ、音楽の力で世界を平和にすることを目的に戦っている。
リュシオ・レーヴ/リュシオ/断罪の金糸雀/福岡聖菜
戦乱の中で生まれ、戦火に巻き込まれて歌声を失った歌姫。
聖歌を求める巫女たちの起こした戦争をエゴだと憎み、自分が歌声を失った根本原因こそ巫女たちがおこした戦争だと確信している。
歌声を取り戻すため、そして自分勝手な巫女たちの行動をとめるため戦いに身を投じた。
かつて楽団にいた頃のその歌声は「聴けば10年は若返る」と噂されていたほどの美しさを誇った。
リヴィエールとは因縁があるようで、彼女に対して何らかの罪悪感を抱いている。
クリス・ストラト・キュムラス/クリス/優柔不断な豪傑/松井咲子→坂口渚沙
英雄として名を馳せる女性。
優柔不断でいつも作戦を失敗する残念な一面も持っているがその苦境すら余りあるリーダーシップで乗り切ってしまう。
軍師として仕えていたアリアに出奔されて以来、軍師探しが趣味になっている。
ジェーム・ベリナーン/ジェーム/虚構の美声/向井地美音
「奏楽の響き」と「真理の徒」の間に生まれた双子の姉。妹はイーニュで仲の良い双子だったが、
その仲を壊したら面白そうだと思ったリヴィエールの策略で洗脳され引き離される。今はリヴィエールのもとにいる。
歌声に魔力が宿っており、歌うと敵軍の防御力が下がる。

## 過去の登場人物

### 獅子の鬣（ししのたてがみ）
キャナル・アリュール/キャナル/王を探す者/石田晴香
世界連合の幹部。
群雄割拠の時代を迎えた今では形骸化してしまっているが、世界連合の再建による大戦の終結を信じている。
自身が頂点に立つ意志はなく、伝説の少女に代わる強くリーダーシップのある人材を希求する。
ファウストに王の資質を感じ協力をするが、彼女には信用されていない。
ミローシャ・ヒューズ/ミロ/優しき激情/佐藤すみれ
第二次聖歌大戦時に両親を亡くし、シュティの運営する孤児院出身の一軍の将。
自分のような孤児を生んだ戦争を激しく憎み、争いを収めるため鍛錬を積んで「技巧の動輪」にて一軍を率いる将となる。
母の仇を探している。
自分を助け、戦い方を教えてくれたシュティを慕っている。
モトイル・ペルシャ・テッラ/イル/吟遊詩人の挽歌/高橋みなみ
伝説の少女の盟友。
平和になった世界で、悲劇を繰り返さないために英雄譚や人の愚かしさを語る吟遊詩人となることを決意。
旅立ちの際、変わらぬ友情の証として、1本のリボンを伝説の少女に預けていった。
自身の活動の甲斐なく再び戦いを始めた世界を憂い、立ち上がる。その力はアニマに警戒される。
メイ・マオ・ムンストン/メイ・マオ/自称英雄/前田亜美
己の武勇が世界に通じることを示すため、各地で戦い続けている武芸者。
ある夜、女神から世界を守るように神託を受けた夢を見て以来、各地で人助けをしている。
だがやり方が荒っぽく、助ける以上にトラブルを巻き散らすため周囲からは迷惑がられているが、そのことを本人は知らない。過去にナイフェと共にミェンから武術を習ったことがある。

### 真理の徒 (しんりのともがら)
フィーリ・ソレイユ/フィーリ/ただ金貨のため/河西智美
巨額の報酬と引き換えに、猫探しからあまり口外できない仕事まで、どんな依頼にも応える魔法使い。
女神の座にも世界の覇権にも大した興味はないが、「女神の座」を売れば儲かると考え魔術傭兵団を結成。群雄割拠の中で聖歌の収集をはじめた。
口癖は「で、いくら出す?」。
クリュエ・リチ/クリュエ/明鏡止水/矢倉楓子
常に冷静な魔導師。魔力自体はそれほど高くないが、状況判断能力に優れている。
冷静さにこだわるあまり周囲に冷たい態度をとってしまうことがあるのが、目下の悩みの種。
必要な情報を必要な単語だけで簡潔に伝えようとするため、話し始めが四字熟語になるのが癖。
アルティ・ストヘラル/アルティ/わたしは美しい/大島優子→山本彩（2014年10月30日 - ）
ナルシスト魔術師。「真理の徒」の実質的な首領。自分のことを「世界で一番美しい存在」と豪語する。
とにかく自分が大好きで、暇さえあれば手鏡を取り出し自分の顔にうっとりしている。自分よりも美しいと噂される者を決して許しはしない。そうして彼女の領地は増えてゆく。
穏健派のノーヴィを気に食わないと思っている。
幼少時代から強い魔力を持ち、生まれ育った町では「あいつは人の子ではない」「ストヘラル家の魔女」などと恐れ疎まれていたため、人を信じることが出来ず、己の美貌と才能だけを信じ自らの手で乱世を統治しようと考える。
ある時魔獣に襲われかけたところを助けた少女メーピスに「自分を弟子にしてほしい」としつこく頼まれるようになる。
当初はそれを拒絶したが、3年後、再び訪ねてきた彼女が自分と同じく巫女の力を得たと知り、弟子に迎えることに。

### 技巧の動輪 (ぎこうのどうりん)
フェガリ・スタブロス/フェガリ/海賊一直線/石田安奈
大陸を股に掛ける派手好きな海賊。
各地に秘密の拠点を持っており神出鬼没に行動している。行動理念は「真っ向勝負」。
義賊に近い活動をしているが、本人が「海賊」という響きを気に入っているためそう名乗っている。義理人情に厚く、配下からも信頼されている。
クロネ・コンティ/クロネ/稀代の名発明家/大場美奈
稀代の発明家であり、「技巧の動輪」の権力者の一人。
穏やかで誰からも愛される性格だが、心の内に大きな野心を秘めている。表向きはファウストに従っているが、自領で軍備増強を進めている。
リルとは師弟関係にあったが、彼女はその野心に懸念を抱いてそばを離れた。
エルレ・シュライン/エルレ/謎の情報屋/北原里英
世界に名を馳せるジャーナリストだが、本当の顔は死の武器商人。
情報操作と人心掌握術を駆使し、戦乱そのものを商売道具にするという恐ろしい才能を秘めている。
各国とのつながりを利用して、世界の覇権を握るという野望を抱いている。
口癖は「〜だし」。
ラリア・テラスプログ/ラリア/沈黙の狩人/近野莉菜
無口な性格で、側近であっても彼女の経歴を知る者はない、謎の人物。
立場上はファウストの指揮下にあるが実際には個人の判断で軍を動かしている。過去に起こった大戦のすべては「獅子の鬣」に原因があるという考えを持つ。
第二次聖歌大戦勃発前は温厚で家族を愛する心優しい性格だったが、生まれ故郷を壊され、寡黙に一変してしまった。
アルク・ヴァルボワ/アル/森の護り手/平田梨奈
森に生きる民の代表者であり、当代きってのボウガンの名手。技術の粋を集めて作られたボウガンは銃と同等の射程を持っている。
木々の精霊と会話する能力があり、屋外での奇襲戦を得意としている。自然の力を宿すテラとは旧知の仲。
カサロ・ハーネス/カサロ/心優しき技術者/藤江れいな
「技巧の動輪」の技術者であり、地方領主。
記憶をなくした女性チェイアを保護した心優しい女性だが、やや気が小さく挙動不審気味。チェイアの才能を見出し、軍部へ推薦した。
「技巧の動輪」にあっては平和主義者で、ファウストのやり方に反対している。
セール・ラ・ロワ/セール/空駈ける天才/古畑奈和
機械の力で個人が飛行できる翼を発明した天才。彼女の力によって一部の魔導師達にのみ許された空からの攻撃への対抗手段が確立された。
その発想力による奇想天外な作戦で数々の戦果をあげている。
ラーアン・プロイ/ラーアン/超然技工/渡辺美優紀
天才的な楽器製作者でありながら優秀な指揮官でもある第二次聖歌大戦の英雄の一人。
彼女の作った楽器には不思議な力が宿っており、その演奏を聴いた者達の士気は絶大であったとされている。ただし力が強いほど大型の楽器となるため、遠征には不向き。
プエルラとは旧知の仲。

### 奏楽の響（そうがくのひびき）
キトロ・フレセリオ/キトロ/人心の操舵手/市川美織
幼い頃から黒歌の女神の復活を目的に教育を受けた異端児。裏の世界に精通しており、人心掌握術に長けている。
表向きにも私設の軍を持つほどの資産家であり、「奏楽の響」内で大きな権力を持っている。
プエルラ・スピカ/プエルラ/動乱の先王/川栄李奈
元「技巧の動輪」総帥。民の生活を思いやる優しい人間だったが、黒歌の女神にそそのかされ、第二次聖歌大戦を引き起こした張本人。
大戦後は自我を取り戻したが、ファウストに全権を委譲し、隠遁していた。
再び起こった戦乱に責任を感じと共に、ファウストの蛮行を見過ごせなくなり、戦いの地に舞い戻ることを選ぶ。
ラーアンとは旧知の仲。
クラロ・トゥオーラ/クラロ/飽きっぽい勇者/松井珠理奈
ルゥの弟子で、魔物退治屋兼傭兵隊長。
師をも超えるほどの才能を持っているが、お腹がすくと全力を出す前に戦いを止めて撤収してしまうため、真の実力がどの程度なのかは不明。
師とは違う方法で戦乱の世を正すため、傭兵団を組織し各地を転戦している。
10歳の時にクマに襲われ殺されかけたところをルゥに助けられ、その才能に憧れを抱き、押しかける形で弟子入りした。
「誰もがお腹を空かせない世界」を実現させたいと思いルゥと旅を続けていたが、あくまでも黒歌の女神の打倒にこだわる師と考え方の違いを感じ、側を離れた。
アティス・ポス・アルケ/アティス/地に降りた守護鳥/山内鈴蘭
大陸創生期に女神の傍らに生まれた世界の守護鳥。長い年月を過ごすうちに人の姿で世界を見守るようになった。
伝説の少女がいなくなった世界が再び戦乱の世となったことに絶望し、平安を守れなかった巫女と世界をそのものを憎むようになった。
封印された黒歌の女神の復活をもくろんでいる。

## 過去の軍団長
- AKB48の正規メンバーではなくなると、軍団長からはずされる。通常、事前に告知が行われ、正式に対応されると再度告知される[注 1][注 2][注 3]。この場合、巫女一覧に表示されなくなり、また、仕える巫女として選べなくなり、対象メンバーが発効するパーティ効果もなくなるなどの変更が加えられる。軍団長からはずされたメンバーは以下のとおり。

| 除外日         | 巫女愛称名 | キャスト   | 除外理由       | 備考 |
| -------------- | ---------- | ---------- | -------------- | --- |
| 2013年2月8日   | ティナン   | 峯岸みなみ | 研究生への降格 | パーティ効果除外等一部変更は2月1日から行われた。 2014年4月14日に軍団長に復帰。                                    |
| 2013年3月14日  | テネレ     | 仲谷明香   | 卒業           | 巫女一覧への非表示等一部変更は3月6日から行われた。                                                                |
| 2013年4月30日  | ミン       | 仁藤萌乃   | 卒業           | これ以降すべての対応は一括して行われるようになる。                                                                |
| 2013年5月5日   | フィーリ   | 河西智美   | 卒業           | |
| 2013年5月10日  | ロート     | 小谷里歩   | 兼任解除       | |
| 2013年5月10日  | フェガリ   | 石田安奈   | 兼任解除       | |
| 2013年7月7日   | レス       | 小森美果   | 卒業           | 絆報酬の停止のみ6月28日から行われた。 これ以降巫女との絆分の払い戻しレートが絆数×5となった（以前は×10であった）。 |
| 2013年7月7日   | アン       | 中塚智美   | 卒業           | 同上 |
| 2013年7月7日   | チャオ     | 松原夏海   | 卒業           | 同上 |
| 2013年7月23日  | アニマ     | 篠田麻里子 | 卒業           | 絆報酬の停止のみ7月16日から行われた。                                                                             |
| 2013年8月29日  | ツァイ     | 秋元才加   | 卒業           | 絆報酬の停止のみ8月20日から行われた。                                                                             |
| 2013年8月29日  | ノーヴィ   | 板野友美   | 卒業           | 同上 |
| 2013年9月25日  | リース     | 仲俣汐里   | 卒業           | 絆報酬の停止のみ9月19日から行われた。                                                                             |
| 2014年6月29日  | シュティ   | 佐藤亜美菜 | 卒業           | 絆報酬の停止のみ6月20日から行われた。 これ以降巫女との絆分が払い戻しされなくなった。                              |
| 2014年6月30日  | アルティ   | 大島優子   | 卒業           | 同上 |
| 2014年9月24日  | リア       | 野中美郷   | 卒業           | 絆報酬の停止の9月18日から行われた。                                                                               |
| 2014年9月24日  | リナ       | 菊地あやか | 卒業           | 同上 |
| 2014年10月7日  | マテル     | 片山陽加   | 卒業           | 絆報酬の停止のみ9月30日から行われた。                                                                             |
| 2014年10月30日 | キトロ     | 市川美織   | NMB48へ移籍    | 絆報酬の停止のみ10月21日から行われた。                                                                            |
| 2014年10月30日 | トゥール   | 梅田彩佳   | NMB48へ移籍    | 同上 |
| 2014年10月30日 | クロネ     | 大場美奈   | SKE48へ移籍    | 同上 |
| 2014年10月30日 | ミロ       | 佐藤すみれ | SKE48へ移籍    | 同上 |
| 2014年10月30日 | ラリア     | 近野莉菜   | JKT48へ移籍    | 同上 |
| 2014年10月30日 | カサロ     | 藤江れいな | NMB48へ移籍    | 同上 |
| 2014年10月30日 | アティス   | 山内鈴蘭   | SKE48へ移籍    | 同上 |
| 2014年10月30日 | ラーアン   | 渡辺美優紀 | 兼任解除       | 同上 |
| 2015年1月6日   | アン       | 髙島祐利奈 | 卒業           | 絆報酬の停止のみ12月26日から行われた。                                                                            |
| 2015年5月30日  | ターナ     | 鈴木紫帆里 | 卒業           | 絆報酬の停止のみ5月22日から行われた。                                                                             |
| 2015年5月30日  | ルチル     | 森川彩香   | 卒業           | 同上 |
| 2015年8月20日  | エイル     | 生駒里奈   | 兼任解除       | 絆報酬の停止のみ8月6日から行われた。                                                                              |
| 2015年8月20日  | プエルラ   | 川栄李奈   | 卒業           | 同上 |
| 2015年8月20日  | ナイフェ   | 倉持明日香 | 卒業           | 同上 |
| 2015年8月20日  | ロート     | 小谷里歩   | 兼任解除       | 同上 |
| 2015年8月20日  | メーピス   | 小林茉里奈 | 卒業           | 同上 |
| 2015年8月20日  | エクスピア | 土保瑞希   | 卒業           | 同上 |
| 2015年8月20日  | テネレ     | 橋本耀     | 卒業           | 同上 |
| 2015年8月20日  | セール     | 古畑奈和   | 兼任解除       | 同上 |
| 2015年8月20日  | レーヌ     | 前田美月   | 卒業           | 同上 |
| 2015年8月20日  | クリス     | 松井咲子   | 卒業           | 同上 |
| 2015年8月20日  | クリュエ   | 矢倉楓子   | 兼任解除       | 同上 |
| 2015年10月8日  | エルレ     | 北原里英   | NGT48へ移籍    | 絆報酬の停止のみ9月30日から行われた。                                                                             |
| 2015年10月29日 | ニーク     | 内田眞由美 | 卒業           | 絆報酬の停止のみ10月22日から行われた。                                                                            |
| 2016年1月18日  | シュティ   | 西山怜那   | 卒業           | 絆報酬の停止のみ1月11日から行われた。                                                                             |
| 2016年1月28日  | クラロ     | 松井珠理奈 | 兼任解除       | 絆報酬の停止のみ1月21日から行われた。                                                                             |
| 2016年3月22日  | オルロ     | 内山奈月   | 卒業           | 絆報酬の停止のみ3月15日から行われた。                                                                             |
| 2016年3月22日  | ティラ     | 名取稚菜   | 卒業           | 同上 |
| 2016年4月18日  | シャン     | 小林香菜   | 卒業           | 絆報酬の停止のみ4月11日から行われた。                                                                             |
| 2016年4月18日  | イル       | 高橋みなみ | 卒業           | 同上 |
| 2016年5月26日  | アダーラ   | 岩佐美咲   | 卒業           | 絆報酬の停止のみ5月16日から行われた。                                                                             |
| 2016年5月26日  | リィ       | 岩田華怜   | 卒業           | 同上 |
| 2016年5月26日  | ウィル     | 高城亜樹   | 卒業           | 同上 |
| 2016年5月26日  | アネル     | 永尾まりや | 卒業           | 同上 |
| 2016年6月16日  | キャナル   | 石田晴香   | 卒業           | 絆報酬の停止のみ5月29日から行われた。                                                                             |
| 2016年6月16日  | アルティ   | 山本彩     | 兼任解除       | 同上 |
| 2016年9月8日   | ラーアン   | 渡辺美優紀 | 卒業           | 絆報酬の停止のみ8月15日から行われた。                                                                             |
| 2016年9月8日   | メイ・マオ | 前田亜美   | 卒業           | 絆報酬の停止のみ8月29日から行われた。                                                                             |
| 2016年9月8日   | アル       | 平田梨奈   | 卒業           | 同上 |
| 2016年10月26日 | エステル   | 北玲名     | 卒業           | 絆報酬の停止のみ10月20日から行われた。                                                                            |
| 2016年10月26日 | ティラ     | 近藤萌恵里 | 卒業           | 同上 |